# Рудниця (річка)
Рудниця (біл. Рудніца) — річка в Україні та Білорусі, що протікає в Олевському районі Житомирської області та Лельчицькому районі Гомельської області. Права притока Уборті (басейн Прип'яті).

## Опис
Довжина річки 18 км. Висота витоку річки над рівнем моря — 167 м; висота гирла над рівнем моря — 140 м; падіння річки — 27 м; похил річки — 1,5 м/км. Формується з багатьох безіменних струмків. Площа басейну 53,2 км²

## Розташування
Рудниця бере початок на північному заході від села Селезівка. Спочатку тече на південний захід, а потім на північний схід. Перетинає українсько-білоруський кордон і на сході від села Милашевичі (Білорусь) впадає в річку Уборть, притоку Прип'яті.

## Риби Рудниці
У річці водяться бистрянка звичайна, верховодка звичайна, пічкур та плітка звичайна.